# Ksenia Aksionova
Ksenia Aleksandrovna Aksionova (née Ustolova, russe : Ксения Александровна Усталова, née le 14 janvier 1988 à Sverdlovsk) est une athlète russe spécialiste du 400 mètres.

## Carrière sportive
Deuxième des Championnats d'Europe juniors 2007, elle s'adjuge le titre du 400 m des Championnats d'Europe espoirs 2009 en 51 s 74.
Elle remporte le 400 mètres et le relais 4 × 400 mètres des Championnats d'Europe par équipes 2010, permettant à l'équipe de Russie d'occuper la première place du classement général final. Aux Championnats d'Europe de Barcelone, fin juillet 2010, la Russe se classe deuxième de la finale du 400 mètres derrière sa compatriote Tatyana Firova en descendant pour la première fois de sa carrière sous les 50 secondes (49 s 92). Alignée par ailleurs dans l'épreuve du relais 4 × 400 m, elle remporte le titre continental aux côtés de Anastasiya Kapachinskaya, Antonina Krivoshapka et Tatyana Firova, en réalisant la meilleure performance mondiale de l'année en 3 min 21 s 26.
À la suite de la suspension de la Russie en novembre 2015 pour dopage organisé, Ustalova n'avait plus le droit de participer à des compétitions hors du territoire. Le 31 mai 2017, l'IAAF autorise l'athlète ainsi que Vera Rebrik et Vera Rudakova à concourir sous la bannière d'athlète neutre autorisé et donc peut participer à des compétitions sous neutralité. 12 athlètes avaient déjà été autorisés depuis 2016 à s'aligner sous cette bannière.

## Palmarès
| Date | Compétition                       | Lieu      | Résultat | Épreuve   | Temps         |
| ---- | --------------------------------- | --------- | -------- | --------- | ------------- |
| 2007 | Championnats d'Europe juniors     | Hengelo   | 2e       | 400 m     | 52 s 92       |
| 2007 | Championnats d'Europe juniors     | Hengelo   | 1re      | 4 x 400 m | 3 min 33 s 95 |
| 2009 | Championnats d'Europe espoirs     | Kaunas    | 1re      | 400 m     | 51 s 74       |
| 2009 | Championnats d'Europe espoirs     | Kaunas    | 1re      | 4 x 400 m | 3 min 27 s 59 |
| 2010 | Championnats d'Europe par équipes | Bergen    | 1re      | 400 m     | 51 s 79       |
| 2010 | Championnats d'Europe par équipes | Bergen    | 1re      | 4 x 400 m | 3 min 23 s 76 |
| 2010 | Championnat d'Europe              | Barcelone | 1re      | 400 m     | 49 s 92       |
| 2010 | Championnat d'Europe              | Barcelone | —        | 4 × 400 m | DQ            |
| 2010 | Coupe continentale                | Split     | 2e       | 4 x 400 m |               |
| 2011 | Universiade                       | Shenzhen  | 1re      | 4 x 400 m | 3 min 27 s 16 |
| 2012 | Championnats du monde en salle    | Istanbul  | —        | 4 x 400 m | DQ            |
| 2013 | Universiade                       | Kazan     | 1re      | 400 m     | 50 s 60       |
| 2013 | Universiade                       | Kazan     | 1re      | 4 x 400 m | 3 min 26 s 61 |
| 2015 | Championnats du monde             | Pékin     | 4e       | 4 x 400 m | 3 min 24 s 84 |

## Records
| Épreuve | Épreuve   | Performance | Lieu      | Date            |
| ------- | --------- | ----------- | --------- | --------------- |
| 400 m   | Plein air | 49 s 92     | Barcelone | 30 juillet 2010 |
| 400 m   | En salle  | 51 s 31     | Moscou    | 14 février 2013 |